# Kowloon Bay (stacja metra)
Kowloon Bay (chiński: 九龍灣) – jedna ze stacji MTR, systemu szybkiej kolei w Hongkongu, na Kwun Tong Line. Położona jest nad zatoką Kowloon Bay. Została otwarta 1 października 1979 roku.
Kowloon Bay jest jedną z pięciu stacji MTR na linii Kwun Tong położonej powyżej poziomu gruntu.